# Кюрегян, Артём Саркисович
Артём Саркисович Кюрегян (род. 9 сентября 1976, Ленинакан, Армянская ССР) — российский и греческий борец греко-римского стиля, призёр чемпионата России (1997), многократный чемпион Греции (2000–2003, 2005–2007), призёр чемпионата Европы (2004), призёр Олимпийских игр (2004). Мастер спорта России (1995).

## Биография
Артём Кюрегян родился 9 сентября 1976 года в Ленинакане (ныне Гюмри). Начал заниматься греко-римской борьбой в возрасте 6 лет под руководством Хачатура Варданяна. С 1992 по 1999 год жил в российском городе Ульяновск, где тренировался в спортивном обществе «Динамо» у Анатолия Винника. В 1997 году становился серебряным призёром чемпионата России в наилегчайшем весе. В 1999 году переехал в Грецию, где продолжил заниматься борьбой под руководством своего двоюродного брата Арутика Рубеняна и в дальнейшем выступал под флагом этой страны. 
Наибольших успехов в своей спортивной карьере Артём Кюрегян добился в 2004 году. На чемпионате Европы в Хапаранде ему удалось дойти до финала и стать серебряным призёром. На Олимпийских играх в Афинах он выиграл три схватки у соперников из Кыргызстана, Китая и Дании, в полуфинале проиграл российскому борцу Гейдару Мамедалиеву, а в поединке за 3-е место победил Алексея Вакуленко (Украина) и завоевал бронзовую медаль. 
В 2001–2007 годах Артём Кюрегян выступал за клуб немецкой борцовской бундеслиги «KSV Aalen». В 2007 году завершил свою спортивную карьеру. Проживает в Афинах.  

## Семья
Артуш Кюрегян (р. 1973) — брат, российский борец греко-римского стиля, двукратный призёр чемпионата России (1995, 1998), серебряный призёр международного турнира имени Ивана Поддубного (1995). 